# Édit de Nemours
L'édit de Nemours est un texte de loi révoquant tous les édits de tolérance qui existent en faveur des protestants, signé à Nemours par Henri III le 7 juillet 1585.

## Contexte
Le 10 juin 1584, le duc d'Anjou, François d'Alençon, meurt. Henri III n'a pas d'enfant et il est douteux qu'il en ait un jour. Le successeur légitime devient le chef du parti protestant de Navarre. Les catholiques ne veulent en aucun cas d'un souverain protestant qui risquerait d'imposer sa religion à tout le royaume. Ils cherchent à faire adopter une nouvelle condition à l'accès au trône : être catholique. Au printemps 1585, la Sainte Ligue revigorée prend le contrôle de nombreuses villes. Tentant de contrôler la Ligue, Henri III s'en déclare le chef le 7 juillet 1585. Pour donner des gages à la ligue, il publie l'édit de Nemours qui l'oblige à rompre avec le roi de Navarre.

## Le texte
Henri III révoque tous les édits de tolérance précédents : l'exercice du culte protestant est interdit. Les protestants doivent abjurer ou s'exiler. Les ministres protestants doivent sans délai quitter le royaume sous peine de mort. Pour donner des gages à la Sainte Ligue, Henri de Navarre et Henri de Condé sont déclarés inaptes à la succession au trône.

## Conséquences
Cet édit marque le début de la huitième guerre de Religion, qui dure jusqu’en 1598 et l'édit de Nantes pour mettre fin aux troubles qui secouèrent le royaume de France.